# Избат-эль-Бург
Избат-эль-Бург (араб. عزبة البرج‎, Египетский диалект: ʿЭзбэт эль-Борг , [ˈʕezbet elˈboɾɡ]) — египетский город в дельте Нила, центр рыболовства. Находится в губернаторстве Думьят, в 15 км к северо-востоку от города Думьят, и в 210 км от Каира. Население около 70 тыс. человек.
Город получил название от оборонительной башни, когда-то стоявшей там (с арабского Бург — башня). В 1869 году 55-метровый минарет был построен, чтобы служить ориентиром для кораблей в Средиземном море (ныне на его месте небольшая отмель в реке Нил).